# Bruce Miller
Bruce William Miller III (Canton, 6 agosto 1987) è un ex giocatore di football americano statunitense che ha militato nel ruolo di fullback nella National Football League (NFL). Fu scelto nel corso del settimo giro (211º assoluto) del Draft NFL 2011 dai San Francisco 49ers. Al college ha giocato a football alla University of Central Florida.

## Carriera

### San Francisco 49ers
Miller fu scelto nel corso del settimo giro del Draft 2011 dai San Francisco 49ers. Nella sua stagione da rookie disputò 15 partite, 8 delle quali come titolare, segnando un touchdown su ricezione su un passaggio da 30 yard di Alex Smith nella gara del 6 novembre 2011 contro i Washington Redskins. Nella stagione 2012 disputò tutte le 16 partite, di cui 13 come titolare, ricevendo 12 passaggi per 84 yard.

### Jacksonville Jaguars
Il 18 agosto 2020 Miller firmò con i Jacksonville Jaguars dopo avere passato cinque stagioni lontano dal football. Il 2 novembre 2020 fu sospeso per sei partite dalla lega per avere fallito un test antidoping. Tornò dalla sospensione il 14 novembre, venendo aggregato alla squadra di allenamento. Fu promosso nel roster attivo prima della gara della settimana 16 contro i Chicago Bears, dopo la quale tornò nella squadra di allenamento. Il suo contratto scadde a fine stagione.

## Palmarès
- National Football Conference Championship: 1

San Francisco 49ers: 2012